# Carol Creiniceanu
Carol Creiniceanu (n. 1 februarie 1939, Lupeni, Hunedoara, România – d. 14 ianuarie 2012, Lupeni, Hunedoara, România) a fost un fotbalist și antrenor român. La Steaua București a câștigat un titlu de campion și 6 Cupe ale României.